# Musée préfectoral d'Okinawa
Ne doit pas être confondu avec Musée préfectoral mémorial de la paix d'Okinawa.
Le musée préfectoral d'Okinawa (沖縄県立博物館・美術館, Okinawa Kenritsu Hakubutsukan Bijutsukan) se trouve sur l'île d'Okinawa, à Naha, la ville capitale de la préfecture d'Okinawa, au Japon. Le complexe du musée situé dans la zone Omoro-machi ouvre ses portes en novembre 2007. Il comprend des musées d'art, d'histoire et de science naturelle consacrés plus particulièrement à des thèmes relatifs à Okinawa.
Le bâtiment du musée, construit en grande partie avec du calcaire d'Okinawa, est conçu avec le modèle des gusuku (châteaux) d'Okinawa à l'esprit. La superficie des espaces d'exposition est approximativement de 24 000 m2, sur quatre niveaux hors sol et un niveau en sous-sol.

## Histoire

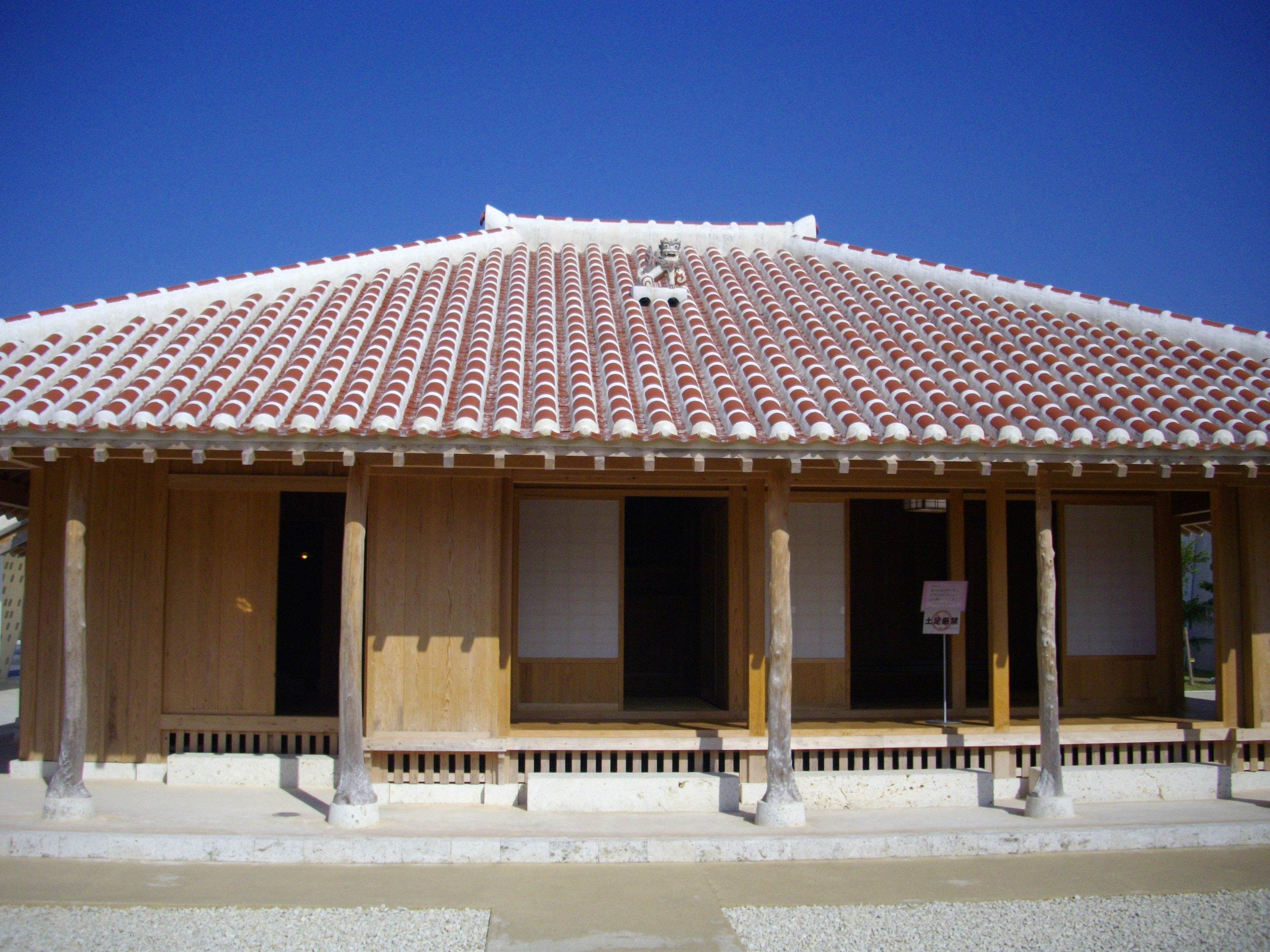
Reproduction d'une maison traditionnelle d'Okinawa, érigé en face du musée. Les tuiles en céramique rouge du toit et les shīsā sont particulièrement distinctifs de l'architecture traditionnelle d'Okinawa.